# Млечин Леонід Михайлович
Леонід Михайлович Млечин (рос. Млечин Леонид Михайлович) (нар. 12 червня 1957) — радянський і російський журналіст, міжнародний оглядач, ведучий телепрограми «Особлива папка» компанії «ТВ Центр», Дворазовий лауреат ТЕФІ (2007 року, 2009 року). Член Союзу письменників СРСР (з 1986 р.) і Росії. Заслужений працівник культури Російської Федерації. Критик українського націоналізму. Рух Олексія Навального включив його в «список корупціонерів та розпалювачів війни» як пропагандиста.

## Біографія
- 1979 рік — закінчив міжнародне відділення факультету журналістики МДУ.
- 1979—1993 — кореспондент, міжнародний оглядач тижневика «Новий час».
- 1993—1996 — редактор міжнародного відділу — заступник головного редактора газети «Известия», член редколегії газети.
- З 1994 року — ведучий щотижневої програми «Де-факто» на телеканалі «Росія».
- У 1997 році — ведучий щотижневої інформаційно-публіцистичної програми «Весь світ».
- 1997—1999 — автор і ведучий щотижневої інформаційно-аналітичної програми «Весь світ без кордонів».
- З листопада 1997 року — автор і ведучий щотижневої програми «Пізня вечеря».
- У 1997 році — автор щотижневої інформаційно-аналітичної програми «День сьомий» на телеканалі ТВ Центр.
- З січня 1998 року — автор і ведучий публіцистичної програми «Особлива папка».
- З вересня 1999 року — ведучий і коментатор щоденної інформаційно-аналітичної програми «Події».
- З липня по грудень 2010 року — співведучий програми «Суд часу».
- Постійний автор і член редакційної ради журналу «Новий час», автор журналу «Експерт».

### Книги
Автор багатьох книг, перекладених різними мовами:
Книги, видані в Україні
- Млечин Л. М. Моссад. Тайная война. — Издательство

«КНТ». — Киев, 2021. — 528 с. — ISBN: 978-5-6042365-7-4
Інші книги
- Млечин Л. М. Дети, которых лишили детства. Очерки. — М.: Дет. лит., 1980.
- Млечин Л. М., Сырокомский В. А. Дети, которых лишили детства, М.: Детская литература, 1980, 145с.
- Млечин Л. М. Грань безумия. Политическая повесть. — М.: Мол. гвардия, 1983.
- Млечин Л. М. Проект «Вальхалла». Политическая повесть. — М.: Мол. гвардия, 1983. 127 с., ил. (Серия «Стрела»)
- Млечин Л. М. Последнее дело инспектора Имаи. М. Юридическая литература. 1984 г. 224с.
- Млечин Л. М. Специальный агент ФБР. — М.: Юрид. лит., 1989.
- Млечин Л. М. В тени храма Ясукуни. Очерки. — М.: Дет. лит., 1990.
- Млечин Л. М. Мои друзья-диктаторы.
- Млечин Л. М. Самая большая тайна Фюрера.
- Млечин Л. М. Русская армия между Троцким и Сталиным.
- Млечин Л. М. Председатели органов госбезопасности. Рассекреченные судьбы.
- Млечин Л. М. Поздний ужин.
- Млечин Л. М. Кто взорвал Америку. Империя террора от `Красных бригад` до `Исламского джихада`.
- Млечин Л. М. Короткая жизнь, долгая смерть.
- Млечин Л. М. История внешней разведки. Карьеры и судьбы.
- Млечин Л. М. Знаменитые самоубийцы.
- Млечин Л. М. Вторая мировая. Случайная война.
- Млечин Л. М. Железный Шурик.
- Млечин Л. М. Сеть Москва-ОГПУ-Париж, М.: Конец века, 1991, 207с.
- Млечин Л. М. «Фермер» сообщает из Парижа, ИПК «Московская правда», 1992, 64с.
- Млечин Л. М. Алиби для великой певицы [Танец с генералом] (серия «Супершпионки двадцатого века»), М.: Гея, 1997, 272с.
- Млечин Л. М. Евгений Примаков. История одной карьеры М., 1999.
- Млечин Л. М. Кремль. Президенты России. Стратегия власти от Б. Н. Ельцина до В. В. Путина. — М.: Центрполиграф, 2002. — 703 с. ISBN 5-227-01931-2.
- Млечин Л. М. Брежнев. М.: Молодая гвардия, 2008. 624 c., ил. (серия «Жизнь замечательных людей») ISBN 978-5-235-03114-2.
- Млечин Л. М. Евгений Примаков. М.: Молодая гвардия, 2008 (серия «Жизнь замечательных людей. Биография продолжается»).
- Млечин Л. М. МИД. Министры иностранных дел: Романтики и циники. — М.: Центрполиграф, 2001.
- Млечин Л. М. Знаменитые самоубийства. — М.: Детектив-пресс, 2001.
- Млечин Л. М. Холодная война: политики, полководцы, разведчики.- М.: Центрополиграф, 2009. — 274 с.
- Млечин Л. М. Шелепин. — 2009. — 389 c., ил. — 3000 экз. — ISBN 978-5-235-03221-7.
- Млечин Л. М. Зачем Сталин убил Троцкого. — М.: Центрполиграф, 2010. — 351 с. ISBN 978-5-227-02270-7.
- Млечин Л. М. Фурцева. — 2011.
- Млечин Л. М. Мюнхен 72: Кровавая олимпиада.- М.: «Яуза» «Эксмо» 2005.
- Млечин Л. М. Путин, Буш и война в Ираке.- М.: «Яуза» «Эксмо» 2005.
- Млечин Л. М. Назарбаев. Групповой портрет с президентом. 2011.
- Млечин Л. М. Ленин. Соблазнение России. — СПб.: Питер, 2012. — 432 c. — 3500 экз. — ISBN 978-5-459-00708-4.